# Пери, Эдмунд, 5-й граф Лимерик
Полковник Эдмунд Колкухун Пери, 5-й граф Лимерик (англ. Edmund Colquhoun Pery, 5th Earl of Limerick; 16 октября 1888 — 4 августа 1967) — англо-ирландский пэр и военный.

## Биография
Родился 16 октября 1888 года. Единственный сын Уильяма Пери, 3-го графа Лимерика (1840—1896), и его второй жены Изабеллы (урожденной Колкухун) (? — 1927). Он получил образование в Итонском колледже и Нью-колледже в Оксфорде.
Он был зачислен в йоменский полк Лондонского сити. Участвовал в Первой мировой войне, где сражался в Египте, Франции и принимал участие в битве при Галлиполи, где упоминался в депешах. Закончил войну в чине майора. После войны Пери продолжал служить в Йоменской полку Лондонского сити, который стал Королевской артиллерийской бригадой.
18 марта 1929 года после смерти своего старшего сводного брата, Уильяма Пери, 4-го графа Лимерика (1863—1929), Эдмунд Пери унаследовал титулы 5-го графа Лимерика, 5-го виконта Лимерика, 6-го барона Глентворта из Маллоу и 5-го барона Фоксфорда из Стэкпол-Корта.
Почётный полковник йоменского полка лондонского Сити (1932—1952), заместитель председателя (1937—1941) и председатель Ассоциации территориальных и вспомогательных сил лондонского Сити (1941—1950), заместитель председателя (1942—1949) и председатель в 1949—1954 годах, а затем президент Совета объединений территориальных и вспомогательных войск в 1954—1956 годах. Он также был председателем Совета медицинских исследований (1952—1960).
Кавалер Ордена «За выдающиеся заслуги» (1918), Ордена Бани (1945), Большого креста Ордена Британской империи (1950) и Ордена Кавалеров Почёта (1960).
Его супруга Анджела Пери (урожденная Троттер) была награждена Орденом Британской империи в 1954 году и Орденом Кавалером Почёта в 1974 году. Они — единственная супружеская пара в британской истории, которая удостоилась этих двух высших наград.

## Личная жизнь
1 июня 1926 года Эдмунд Пери женился на Анджеле Оливии Троттер (1897—1981), дочери подполковника сэра Генри Троттера (1841—1919) и Оливии Джорджианы Уэлсли (1857—1956). У супругов было трое детей:
- Патрик Эдмунд, 6-й граф Лимерик (12 апреля 1930 — 8 января 2003)[1], старший сын и преемник отца.
- Достопочтенный Майкл Генри Колкухун Пери (8 мая 1937 — 19 мая 2021), в 1963 году он женился на Дженнифер Мэри Стюарт-Уильям, от брака с которой у него было четверо детей.
- Леди Энн Патрисия Пери[англ.] (род. 3 октября 1928)[1], в 1959 году она вышла замуж за сэра Питера Фрэнсиса Торна (1914—2004), став леди Энн Торн. Преподаватель физики в лаборатории Блэкетта Имперского колледжа науки и технологий в Лондоне.

78-летний лорд Лимерик скончался от собственной руки в 1967 году, в течение многих лет перенося мучительный, а затем неизлечимый артрит. Его титулы унаследовал его старший сын Патрик, который умер в 2003 году.